# ホクトヘリオス
ホクトヘリオス（欧字名:Hokuto Helios、1984年4月3日 - 1998年5月26日）は、日本の競走馬、種牡馬。主な勝ち鞍に1986年の京王杯3歳ステークス、函館3歳ステークス、1988年の京王杯オータムハンデキャップ、1990年の中山記念、東京新聞杯。

## 経歴

### 競走馬時代
3歳時の1986年に函館の新馬戦でデビュー。初戦は後の東京優駿（日本ダービー）優勝馬メリーナイスに3着と敗れたが、3週間後の新馬戦で勝ち上がる。その後、函館3歳ステークス、京成杯3歳ステークスと3連勝を飾るが、朝日杯3歳ステークスでは、再びメリーナイスの2着に敗れた。
明けて1987年、4歳となると、騎手をそれまでの南田美知雄から河内洋にスイッチしてクラシック路線に進む。しかし、弥生賞は1番人気に推されながら4着、皐月賞、東京優駿（日本ダービー）はともに13着と惨敗した。休養後は再び騎手を南田美知雄に戻し、福島民友カップで3着になったが、福島記念で10着、ダービー卿チャレンジトロフィーでは13着と、勝ち星をあげられずに終わった。
1988年、5歳の初戦となる中山競馬場開設60周年記念（オープン特別）で、初めて柴田善臣とコンビを組み、アタマ差の2着となる。以降はその年のスワンステークスで西浦勝一が騎乗したほかは、すべて柴田が騎乗した。
柴田が主戦になって以降、東京新聞杯も2着、当時GIIだったスプリンターズステークスで3着、京王杯スプリングカップで4着となり、続く安田記念では1番人気に支持されたがバンブーメモリーの4着に敗れた。エプソムカップこそ8着に終わったが、新潟で施行された京王杯オータムハンデキャップをハナ差で制し、京成杯3歳ステークス以来の勝利をあげた。
西浦が騎乗したスワンステークスでは6着だったものの、続くマイルチャンピオンシップではサッカーボーイから4馬身の差をつけられはしたが2着に入り、次走のダービー卿チャレンジトロフィーでは、別定戦で斤量60kgを背負い、1番人気に推されたが3着に終わり、この年を終えた。
明けて1989年、6歳を迎えたホクトヘリオスは3着・4着には入るものの勝ち運には恵まれず、結局この年も未勝利で終わることとなった。
1990年、7歳を迎えたホクトヘリオスは、この年の初戦となった東京新聞杯を直線一気の追い込みを見せ久しぶりの勝利を挙げ、続く中山記念でも1馬身差をつけて連勝したが、京王杯スプリングカップでは12着、安田記念も5着に終わった。その後、宝塚記念に出走したが7着に終わり、引退した。

### 引退後
1991年から種牡馬となり、初年度の種付け頭数が63頭とGI未勝利馬ながら人気を集めた。
1995年4月29日の京都未勝利戦でハヤテランサーが1着となり産駒初勝利。しかし産駒は奮わず、地方競馬に出走することが多かった。
1998年5月26日、種付け終了後に急死。14歳没。

## 競走成績
以下の内容は、netkeiba.comに基づく。
| 競走日     | 競馬場 | 競走名             | 格   | 距離（馬場）  | 頭 数 | 枠 番 | 馬 番 | オッズ （人気） | 着順 | タイム （上り3F） | 着差 | 騎手       | 斤量   | 1着馬（2着馬）     |
| ---------- | ------ | ------------------ | ---- | ------------- | ----- | ----- | ----- | --------------- | ---- | ----------------- | ---- | ---------- | ------ | ------------------ |
| 1986.08.03 | 函館   | 3歳新馬            |      | 芝1000m（良） | 9     | 5     | 5     | 004.80（3人）   | 03着 | 00:59.0（35.3）   | -0.3 | 南田美知雄 | 53kg   | メリーナイス       |
| 0000.08.23 | 函館   | 3歳新馬            |      | 芝1000m（稍） | 9     | 2     | 2     | 001.70（1人）   | 01着 | 00:58.3（35.5）   | -0.1 | 南田美知雄 | 53kg   | (ドミナスソング)   |
| 0000.09.21 | 函館   | 函館3歳S           | GIII | 芝1200m（不） | 10    | 4     | 4     | 009.00（4人）   | 01着 | 01:14.5（38.9）   | -0.2 | 南田美知雄 | 53kg   | (マイネルダビテ)   |
| 0000.11.02 | 東京   | 京成杯3歳S         | GII  | 芝1400m（良） | 7     | 5     | 5     | 003.60（2人）   | 01着 | 01:23.3（48.0）   | -0.2 | 南田美知雄 | 54kg   | (ハセベルテックス) |
| 0000.12.14 | 中山   | 朝日杯3歳S         | GI   | 芝1600m（良） | 9     | 1     | 1     | 002.00（1人）   | 02着 | 01:35.8（35.4）   | -0.2 | 南田美知雄 | 54kg   | メリーナイス       |
| 1987.03.08 | 中山   | 弥生賞             | GII  | 芝2000m（良） | 11    | 6     | 7     | 002.40（1人）   | 04着 | 02:02.8（37.0）   | -0.7 | 河内洋     | 55kg   | サクラスターオー   |
| 0000.04.19 | 中山   | 皐月賞             | GI   | 芝2000m（良） | 20    | 4     | 7     | 0011.70（5人）  | 13着 | 02:02.8（37.5）   | -0.9 | 河内洋     | 57kg   | サクラスターオー   |
| 0000.05.31 | 東京   | 東京優駿           | GI   | 芝2400m（良） | 24    | 1     | 3     | 0026.4（10人）  | 13着 | 02:29.6（49.2）   | -1.8 | 河内洋     | 57kg   | メリーナイス       |
| 0000.11.08 | 福島   | 福島民友C          | OP   | 芝1800m（不） | 9     | 6     | 6     | 008.40（4人）   | 03着 | 01:54.3（39.0）   | -0.9 | 南田美知雄 | 55kg   | マイネルダビテ     |
| 0000.11.22 | 福島   | 福島記念           | GIII | 芝2000m（良） | 13    | 8     | 13    | 005.30（2人）   | 10着 | 02:03.2（36.7）   | -1.5 | 南田美知雄 | 54kg   | ミスターブランディ |
| 0000.12.11 | 中山   | ダービー卿CT       | GIII | 芝1600m（稍） | 16    | 4     | 7     | 008.10（2人）   | 13着 | 01:34.9（36.3）   | -0.8 | 南田美知雄 | 55kg   | ウインドストース   |
| 1988.01.17 | 中山   | 中山開設60周年記念 | OP   | 芝1600m（良） | 11    | 2     | 2     | 0016.70（8人）  | 02着 | 01:34.1（35.4）   | -0.0 | 柴田善臣   | 57kg   | ニシノミラー       |
| 0000.02.07 | 東京   | 東京新聞杯         | GIII | 芝1600m（良） | 14    | 3     | 6     | 004.80（2人）   | 02着 | 01:34.9（47.0）   | -0.2 | 柴田善臣   | 56kg   | カイラスアモン     |
| 0000.03.20 | 東京   | スプリンターズS    | GII  | 芝1400m（良） | 13    | 6     | 9     | 003.30（2人）   | 03着 | 01:22.1（46.3）   | -0.2 | 柴田善臣   | 56kg   | ダイナアクトレス   |
| 0000.04.24 | 東京   | 京王杯SC           | GII  | 芝1400m（良） | 9     | 7     | 7     | 005.10（3人）   | 04着 | 01:21.7（45.8）   | -0.3 | 柴田善臣   | 56kg   | ダイナアクトレス   |
| 0000.05.15 | 東京   | 安田記念           | GI   | 芝1600m（良） | 12    | 2     | 2     | 0012.60（4人）  | 04着 | 01:34.5（46.9）   | -0.3 | 柴田善臣   | 57kg   | ニッポーテイオー   |
| 0000.06.12 | 東京   | エプソムC          | GIII | 芝1800m（良） | 14    | 5     | 8     | 004.50（1人）   | 08着 | 01:48.6（47.2）   | -0.5 | 柴田善臣   | 57.5kg | ソウシンホウジュ   |
| 0000.09.11 | 新潟   | 京王杯AH           | GIII | 芝1600m（重） | 10    | 6     | 6     | 004.70（2人）   | 01着 | 01:34.1（47.3）   | -0.0 | 柴田善臣   | 57.5kg | (ダイワタイヨー)   |
| 0000.10.30 | 京都   | スワンS            | GII  | 芝1400m（良） | 16    | 3     | 5     | 005.10（2人）   | 06着 | 01:24.2（47.3）   | -1.2 | 西浦勝一   | 57kg   | シンウインド       |
| 0000.11.20 | 京都   | マイルCS           | GI   | 芝1600m（良） | 17    | 6     | 11    | 008.30（4人）   | 02着 | 01:36.0（47.3）   | -0.7 | 柴田善臣   | 57kg   | サッカーボーイ     |
| 0000.12.04 | 中山   | ダービー卿CT       | GIII | 芝1600m（良） | 16    | 1     | 1     | 004.10（1人）   | 03着 | 01:33.8（35.2）   | -0.2 | 柴田善臣   | 60kg   | ウインドストース   |
| 1989.03.12 | 中山   | 中山記念           | GII  | 芝1800m（良） | 13    | 5     | 8     | 007.50（3人）   | 09着 | 01:49.5（36.9）   | -0.8 | 柴田善臣   | 58kg   | コーセイ           |
| 0000.04.23 | 東京   | 京王杯SC           | GII  | 芝1400m（稍） | 17    | 2     | 4     | 005.80（2人）   | 04着 | 01:23.4（47.7）   | -0.3 | 柴田善臣   | 57kg   | リンドホシ         |
| 0000.05.14 | 東京   | 安田記念           | GI   | 芝1600m（稍） | 17    | 6     | 12    | 003.60（1人）   | 04着 | 01:35.1（47.7）   | -0.8 | 柴田善臣   | 57kg   | バンブーメモリー   |
| 0000.06.03 | 東京   | パラダイスS        | OP   | 芝1600m（良） | 10    | 4     | 4     | 001.90（1人）   | 03着 | 01:34.4（46.8）   | -0.1 | 柴田善臣   | 59kg   | グリンモリー       |
| 0000.09.10 | 中山   | 京王杯AH           | GIII | 芝1600m（良） | 10    | 5     | 5     | 005.90（4人）   | 03着 | 01:33.7（34.3）   | -0.1 | 柴田善臣   | 58.5kg | マティリアル       |
| 0000.10.29 | 京都   | スワンS            | GII  | 芝1400m（良） | 16    | 4     | 7     | 003.60（2人）   | 03着 | 01:22.3（46.2）   | -0.6 | 柴田善臣   | 57kg   | バンブーメモリー   |
| 0000.11.19 | 京都   | マイルCS           | GI   | 芝1600m（良） | 17    | 6     | 11    | 0015.90（3人）  | 03着 | 01:35.3（46.9）   | -0.7 | 柴田善臣   | 57kg   | オグリキャップ     |
| 0000.12.03 | 中山   | ダービー卿CT       | GIII | 芝1600m（良） | 13    | 6     | 8     | 004.10（3人）   | 11着 | 01:34.3（35.2）   | -0.6 | 柴田善臣   | 59kg   | アイビートウコウ   |
| 1990.02.04 | 東京   | 東京新聞杯         | GIII | 芝1600m（稍） | 16    | 3     | 5     | 006.30（2人）   | 01着 | 01:34.6（46.7）   | -0.0 | 柴田善臣   | 58kg   | (リンドホシ)       |
| 0000.03.11 | 中山   | 中山記念           | GII  | 芝1800m（良） | 8     | 3     | 3     | 006.90（4人）   | 01着 | 01:48.3（34.6）   | -0.2 | 柴田善臣   | 58kg   | (レディゴシップ)   |
| 0000.04.22 | 東京   | 京王杯SC           | GII  | 芝1400m（重） | 18    | 5     | 11    | 005.00（2人）   | 12着 | 01:25.0（37.3）   | -1.7 | 柴田善臣   | 58kg   | シンウインド       |
| 0000.05.13 | 東京   | 安田記念           | GI   | 芝1600m（良） | 16    | 2     | 4     | 0015.90（5人）  | 05着 | 01:33.4（34.6）   | -1.0 | 柴田善臣   | 57kg   | オグリキャップ     |
| 0000.06.10 | 阪神   | 宝塚記念           | GI   | 芝2200m（良） | 10    | 8     | 10    | 0039.50（7人）  | 07着 | 02:15.7（50.1）   | -1.7 | 柴田善臣   | 56kg   | オサイチジョージ   |

## エピソード
- 常に最後方からの追い込み一辺倒というスタイルで、展開がはまったときの末脚は凄まじく、負け続けてもそのスタイルを変えることがなかったため、人気は高かった（34戦して6番人気以下だったのは、明らかに距離適性外の東京優駿、宝塚記念、2戦続けて二桁着順後の中山開設60周年記念の3回だけ）。
- 極端な追込脚質ゆえに、直線の長い東京競馬場のマイル戦である安田記念制覇を最大目標にしていたが、同レースには3回出走し、1988年ニッポーテイオーの4着、1989年バンブーメモリーの4着、1990年オグリキャップの5着となり、掲示板を外してはいないものの、歴戦の名マイラーの後塵を拝することとなった。なお、安田記念と同条件の東京新聞杯には2回出走しているが、1988年2着、1990年1着と好成績を残している。
- 4歳以降に重賞を3勝しているが、本馬の現役時代、主要4場以外の中で最も直線が長かった新潟競馬場外回りでの代替開催となった1988年京王杯オータムH、最も直線が長かった東京競馬場で開催された1990年東京新聞杯、直線の短い中山競馬場で開催されたものの、8頭立てと史上まれに見る少頭数となり馬群をさばいてインコースをつくことの出来た1990年中山記念と、いずれも、コースやレース環境が、極端な追込馬の本馬に適した際の勝利と言える。
- 比較的直線の長い京都競馬場外回りで開催されるマイルチャンピオンシップは、2回出走し、1988年サッカーボーイの2着、1989年オグリキャップ、バンブーメモリーの3着と好成績を残している。
- 1989年は、パラダイスS（OP)、京王杯オータムH（GⅢ）、スワンS（GⅡ）、マイルチャンピオンシップ（GⅠ）とオープン特別からGⅠまで、相手の強い弱いに関わらず4戦続けて追い込んで届かずの3着となったが、1番人気、4番人気、2番人気、3番人気と、毎レース、今回は追い込みが決まるだろうという期待感から常に上位人気となった。
- 後期の主戦騎手であった柴田善臣は、自著をはじめ雑誌などのインタビューにおいて「ホクトヘリオスに競馬を教わった」と何度も語っている。ホクトヘリオスがデビューする1年前の1985年に騎手デビューした柴田にとっては初めての有力馬であった。
- 半妹のホクトビーナス(父マルゼンスキー)も中野隆良厩舎所属であり、同じく柴田善臣とのコンビで桜花賞（1989年）に挑むも、シャダイカグラに頭差差し切られ、着差なしの2着となり、兄の果しえなかったGI制覇をあと僅かなところで逃した。柴田善臣はシャダイカグラをマークし同馬が後方から進出するのを見てスパートのタイミングを遅らせる工夫を見せたが（ホクトビーナスは兄と違って父マルゼンスキーの特徴を受け継いだ先行馬）及ばず、柴田はレース後に鞭を叩きつけるほど悔しがった[6]。ホクトビーナスは桜花賞を最後に3戦限り（3戦2勝2着1回・連対率100%）で競走馬を引退し、繁殖牝馬となった。
- 2023年現在、ばんえい競馬にも同名の馬がいる。

## 血統表
| ホクトヘリオスの血統         | ホクトヘリオスの血統                 | ホクトヘリオスの血統                 | （血統表の出典）                     | （血統表の出典） |
| 父系                         | ターントゥ系（ヘイルトゥリーズン系） | ターントゥ系（ヘイルトゥリーズン系） | ターントゥ系（ヘイルトゥリーズン系） | [ § 2 ]          |
| 父 *パーソナリティ 1967 鹿毛 | 父の父Hail to Reason 1958 黒鹿毛     | Turn-to                              | Royal Charger                        | Royal Charger    |
| 父 *パーソナリティ 1967 鹿毛 | 父の父Hail to Reason 1958 黒鹿毛     | Turn-to                              | Source Sucree                        |                  |
| 父 *パーソナリティ 1967 鹿毛 | 父の父Hail to Reason 1958 黒鹿毛     | Nothirdchance                        | Blue Swords                          | Blue Swords      |
| 父 *パーソナリティ 1967 鹿毛 | 父の父Hail to Reason 1958 黒鹿毛     | Nothirdchance                        | Galla Colors                         |                  |
| 父 *パーソナリティ 1967 鹿毛 | 父の母Affectionately 1960 黒鹿毛     | Swaps                                | Khaled                               | Khaled           |
| 父 *パーソナリティ 1967 鹿毛 | 父の母Affectionately 1960 黒鹿毛     | Swaps                                | Iron Reward                          |                  |
| 父 *パーソナリティ 1967 鹿毛 | 父の母Affectionately 1960 黒鹿毛     | Searching                            | War Admiral                          | War Admiral      |
| 父 *パーソナリティ 1967 鹿毛 | 父の母Affectionately 1960 黒鹿毛     | Searching                            | Big Hurry                            |                  |
| 母 ホクトヒショウ 1976 芦毛  | 母の父*ボールドリック 1961 黒鹿毛    | Round Table                          | Princequillo                         | Princequillo     |
| 母 ホクトヒショウ 1976 芦毛  | 母の父*ボールドリック 1961 黒鹿毛    | Round Table                          | Knight's Daughter                    |                  |
| 母 ホクトヒショウ 1976 芦毛  | 母の父*ボールドリック 1961 黒鹿毛    | Two Cities                           | Johnstown                            | Johnstown        |
| 母 ホクトヒショウ 1976 芦毛  | 母の父*ボールドリック 1961 黒鹿毛    | Two Cities                           | Vienna                               |                  |
| 母 ホクトヒショウ 1976 芦毛  | 母の母* Gallant Glow 1968 芦毛       | Turn to Reason                       | Hail to Reason                       | Hail to Reason   |
| 母 ホクトヒショウ 1976 芦毛  | 母の母* Gallant Glow 1968 芦毛       | Turn to Reason                       | Insolence                            |                  |
| 母 ホクトヒショウ 1976 芦毛  | 母の母* Gallant Glow 1968 芦毛       | Welcome Glow                         | Gallant Man                          | Gallant Man      |
| 母 ホクトヒショウ 1976 芦毛  | 母の母* Gallant Glow 1968 芦毛       | Welcome Glow                         | Candlelight                          |                  |
| 母系(F-No.)                  | (FN:4-r)                             | (FN:4-r)                             | (FN:4-r)                             | [ § 3 ]          |
| 5代内の近親交配              | Hail to Reason 2×4=31.25%            | Hail to Reason 2×4=31.25%            | Hail to Reason 2×4=31.25%            | [ § 4 ]          |
| 出典                         | 1. 2. 3. 4.                          | 1. 2. 3. 4.                          | 1. 2. 3. 4.                          | 1. 2. 3. 4.      |

半妹に桜花賞2着馬ホクトビーナス（父マルゼンスキー）、半弟に朝日杯3歳ステークス、ニュージーランドトロフィー4歳ステークス、セントライト記念などで3着のホクトフィル（父クリスタルグリッターズ）がいる。